# Negrondas
Negrondes (en francès Négrondes) és un municipi francès situat al departament de la Dordonya i a la regió de la Nova Aquitània.

## Demografia
| 1962                                       | 1968 | 1975 | 1982 | 1990 | 1999 | 2007 |
| ------------------------------------------ | ---- | ---- | ---- | ---- | ---- | ---- |
| 635                                        | 603  | 565  | 578  | 664  | 659  | 799  |
| Des de 1962: població sense dobles comptes |      |      |      |      |      |      |

## Administració
| Període   | Identitat       | Partit |
| --------- | --------------- | ------ |
| 1944-1960 | Antoine Sudreau |        |
| 1960-1971 | Henri Lhote     |        |
| 1971-2008 | Henri Marsaud   |        |
| 2008-     | Claude Camelias |        |